# Mina (matita)

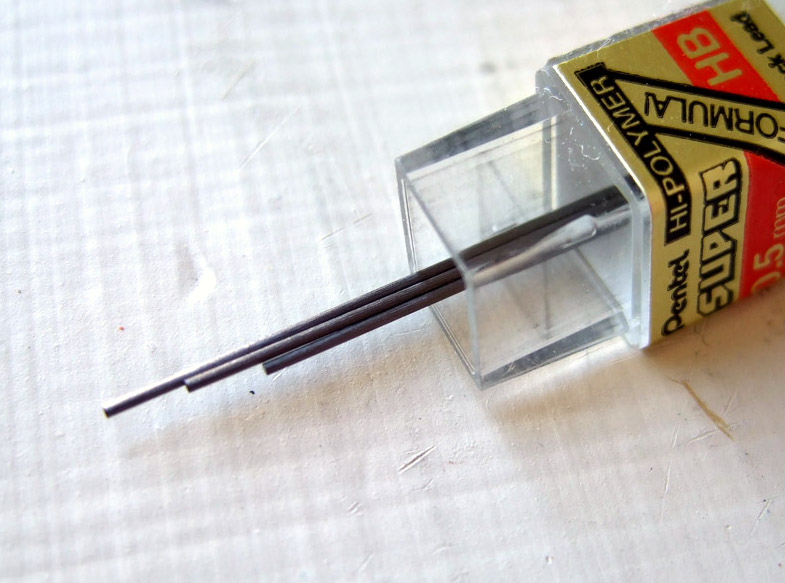
Mine da 0,5 mm

Mina di una matita al microscopio

La mina è un sottile cilindro, fatto di grafite o altro materiale, il quale nella matita costituisce la parte che rilascia la traccia.

## Micromina
La storia della micromina è la storia stessa del portamina; questo infatti è considerato la matita più evoluta dal punto di vista tecnologico e in questa evoluzione i diversi produttori hanno cercato di ridurre sempre più la dimensione della mina, anche perché il portamine è stato spesso pubblicizzato come "la matita sempre appuntita".
Le prime mine per portamina avevano un diametro di 2 mm, una dimensione troppo grossa per evitare la necessità di essere temperate. Negli anni 1920 Eugene Dietzgen mise in commercio le prime matite con mina da 1,1 mm che però era ancora troppo grossa e aveva la stessa necessità di essere temperata: le matite di Dietzgen furono però le prime dotate di strettoio il quale, bloccando la mina, dava la possibilità di temperarla senza doverla rimuovere dal portamina. La mina da 0,9 mm fu introdotta nel 1938, ma (come la mina da 1,1 mm) era troppo sottile per resistere alle pressioni laterali quando la si temperava e il loro uso non si diffuse.
Fu solo a partire dagli anni 1950, grazie alla tecnologia di polimerizzazione della grafite introdotta dalla Faber-Castell, che si cominciarono a produrre le mine da 0,7 mm, 0,5 mm e anche 0,3 mm, che non hanno più bisogno di essere temperate e quindi possono essere pienamente apprezzate dagli utilizzatori; sono state prodotte anche mine da 0,4 mm e 0,2 mm.